# Cerkev sv. Mihaela, München
Cerkev svetega Mihaela je jezuitska cerkev v Münchnu, Bavarska, južna Nemčija in je največja renesančna cerkev severno od Alp. Slog zgradbe je imel velik vpliv na južno-nemško zgodnje baročno arhitekturo.

## Zgodovina
Leta 1556 je Albert V., Bavarski vojvoda, podelil  Družbi Jezusovi (jezuiti) dovoljenje, da ustanovi, kar je zdaj Wilhelmsgymnasium v Münchnu, s čimer je bila vzpostavljena prisotnost reda v mestu. Kolegijska cerkev je bila ustanovljena šele v času vladavine njegovega sina vojvode Viljema V. Bavarskega, znanega tudi kot "pobožni". ki je bil zagovornik jezuitskih protireformacijskih načel.
Cerkev je bila končno posvečena leta 1597, po štirinajstih letih gradnje. Ko so bili jezuiti preganjani in prepovedani na večini katoliških ozemelj v Evropi, je cerkev prišla v posest bavarske kraljeve družine in sčasoma Bavarske, ko je Nemčija postala republika. 

## Arhitektura
Cerkev je zgradil vojvoda Viljem V. Bavarski med letoma 1583–97 kot duhovno središče protireformacije.  Temeljni kamen je bil položen leta 1585.
Da bi uresničil svoje ambiciozne načrte za cerkev in sosednjo šolo, je vojvoda Viljem porušil 87 hiš na najboljši lokaciji, ne da bi upošteval proteste državljanov. Cerkev je bila postavljena v dveh fazah. V prvi fazi (1583–88) je bila cerkev zgrajena po vzoru Il Gesù v Rimu in ji je dal neznani arhitekt postavil banjast obok kot streho, ki je bil največji na svetu, razen bazilike svetega Petra v Rimu, in ima razpon več kot 20 metrov.
Ko je bila cerkev zgrajena, so obstajali dvomi o stabilnosti obokov. Toda takrat, leta 1590, se je porušil  stolp, ki je uničil pravkar končan kor [4]. Vojvoda Viljem V. ga je imel za slabo znamenje in tako načrtoval izgradnjo veliko večje cerkve. Druga faza gradnje se je nadaljevala do posvetitve cerkve leta 1597. Friedrich Sustris je nad nepoškodovano ladjo zgradil nov kor in transept ter veličastno fasado. Cerkev je dolga 78,2 metra, široka 20,3 metra in visoka 28,2 metra.
Fasada je impresivna in vsebuje stoječe kipe vojvode Viljema in starejših vladarjev bavarske rodbine Wittelsbach, ulite se iz brona v obliki družinskega drevesa. Veliki bronasti kip Huberta Gerharda med obema vhodoma prikazuje nadangela Mihaela, ki se bori za vero in ubija zlo v obliki humanoidnega demona.
Notranjost predstavlja zmagoslavje rimskokatoličanstva na Bavarskem med protireformacijo. Močno razčlenjen korni lok, kot tudi kratki stranski ladji in celo stranske kapele so zasnovani kot triufalni lok podoben antičnemu modelu. Zelo globok korni prostor tvori se nadaljuje v mogočno ladjo. Štukaturna dekoracija ladje predstavlja življenje Jezusa Kristusa. Oltarni nastavek Oznanjenje je ustvaril Peter Candid (1587). Kip svetega angela v ladji, Huberta Gerharda (1595), je bila prvotno namenjen grobu Viljema V., a ni bil dokončan.
Ob hudi škodi med drugo svetovno vojno je bila cerkev obnovljena leta 1946–48. Nazadnje je bilo med letoma 1980 in 1983 obnovljen štukaturni okras. Zvonik, ki je v drugi svetovni vojni izgubil konico, je na severu poleg nekdanjega samostana.

## Grobnice
Cerkvena kripta vsebuje grobnico Eugène de Beauharnaisa. Leta 1830 ga je v cerkrv postavil Bertel Thorwaldsen. Eugène je bil sin Josephine de Beauharnais, Napoleonove žene in njenega prvega moža, generala Alexandra de Beauharnaisa. Leta 1806 se je poročil s hčerko kralja Maksimilijana I. Jožefa  Bavarskega, leta 1817 pa jo je ustvaril Leuchtenberški vojvoda. V desnem transeptu je križni spomenik Giovannija da Bologna.
Kripta med drugim vsebuje grobnice naslednjih članov rodbine Wittelsbach:
- Viljem V., vojvoda Bavarski, (reg. 1579–1597)
- Maksimilijan I., volilni knez Bavarske, (reg. 1597–1651)
- Karel II. Avgust, vojvoda Zweibrücken
- bavarski kralj Ludvik II. (reg. 1864–1886) [4]
- bavarski kralj Oton (1886–1913), mlajši Ludvikov brat
- Princ Leopold Bavarski, titularni kralj Grčije.
- nadvojvodinja Gisela Avstrijska, najstarejši preživeli otrok cesarja Franca Jožefa I. Avstrijskega in carice Elizabete.

- Spomenik Eugène de Beauharnais, Bertel Thorwaldsen.
- Grobnica kralja Ludvika II.